# Georges Maréchal
Georges Maréchal, né à Kessel-Lo près de Louvain, le 10 décembre 1892 et exécuté par les Allemands à Schaerbeek, le 20 octobre 1943, est un résistant belge durant la Seconde Guerre mondiale. Actif dans le renseignement, il était également membre du Réseau Comète et hébergeait chez lui, des pilotes alliés et des résistants brûlés en attente d'être évacués vers l'Angleterre via l'Espagne. Infiltrés par des agents à la solde de l'Abwehr, Georges, son épouse, Elsie Maréchal-Bell, sa fille, Elsie Maréchal (young Elsie) et son fils, Robert Maréchal, sont arrêtés en novembre 1942. Georges est fusillé au Tir national en octobre 1943.

## Éléments biographiques
Georges Maréchal, nait à Kessel-Lo près de Louvain, en région flamande, dans une famille francophone, le 10 décembre 1892. Georges prend part à la Première Guerre mondiale. En 1917, blessé, il est transféré dans un hôpital militaire belge à Londres pour y être soigné et y poursuivre sa convalescence.

### Londres et ensuite Coblence
Fin 1917, Georges termine sa convalescence. Il traverse un parc à Londres lorsque les sirènes retentissent signalant un imminent bombardement. Il se dirige vers un abri, lorsque, courant elle aussi, une jeune britannique, Elsie Mary Bell, trébuche et tombe littéralement dans les bras du jeune soldat belge. Le couple se fiance début 1918 malgré les réticences émises par les familles des deux côtés. L'Armistice du 11 novembre 1918 survient. La guerre est finie. George est promu adjudant et est démobilisé en septembre 1919. En novembre, il est affecté au Haut-Commissariat de Belgique chargé de l'application du Traité de Versailles situé à Coblence.
Georges épouse, le 21 juin 1920 à Londres, Elsie Maréchal-Bell. Après avoir fait officialiser leur mariage à Bruxelles, le couple s'installe à Coblence. Une seconde cérémonie religieuse de mariage, catholique cette fois, s'y déroule, le 20 février 1922. Le 28 juin 1922, une première fille nait de cette union, Lilian Grace (en souvenir de la sœur d'Elsie décédée à 14 ans). En juin 1924, une seconde fille, Elsie Jeannette qui devient immanquablement little Elsie puis young Elsie. Peu après, Lilian Grace, après une chute lors d'une promenade le long du Rhin, contracte le tétanos et meurt deux semaines plus tard, âgée de deux ans et demi. Elsie, la maman, ne s'en remettra jamais et conservera, sa vie durant, les effets de sa fille disparue trop tôt. Leur troisième enfant n'aura pas davantage de chance puisqu'il meurt à la naissance. Le 16 février 1926, nait Robert, Bob.
Déjà en novembre 1923, lors du putsch manqué d'Hitler, le couple a commencé à se dire que l'occupation de la Rhénanie n'irait probablement pas à son terme et, de fait, le 14 septembre 1929, Georges reçoit son préavis de six semaines accompagné, simplement, du remerciement pour ses bons et loyaux services (nous sommes à un mois du krach boursier de Wall-Street). 8 mois plus tard, il est - maigre consolation - fait chevalier de l'Ordre de Léopold II. Avant la fin de l'année, la famille quitte l'Allemagne et part s'installer à Bruxelles. Georges est sans emploi et la crise frappe la Belgique de plein fouet,.

### Retour en Belgique
Après un mois, Georges trouve un premier emploi, mal payé, dans une compagnie pétrolière. La famille s'installe dans un petit appartement à Laeken. Ils y restent deux années avant de trouver mieux. Little Elsie a cinq ans et Robert 3 ans et demi. Les enfants, bien que d'un père francophone, ont été élevés en anglais, si bien qu'ils sont scolarisés en maternelle mais sont confrontés à la barrière de la langue. En janvier 1932, Georges perd à nouveau son emploi mais il en retrouve un, bien en dessous de ce à quoi il pouvait prétendre, au ministère des affaires économiques de Belgique. La famille déménage et s'installe à Schaerbeek. L'été suivant, Elsie est en mesure d'emmener ses enfants en visite en Angleterre. Avril 1934, nouveau revers, Georges est sans emploi. Il accepte un travail de bénévole au service du recensement de la population en attendant un nouveau poste au ministère. En novembre 1935, il est nommé inspecteur au ministère du commerce intérieur mais doit se rendre quotidiennement en Flandre pour travailler.

### La Seconde Guerre mondiale
Le 10 mai 1940, la Belgique est envahie par l'Allemagne. Georges est affecté à Ypres et à Poperinge. Sachant le retour vers Bruxelles hautement improbable, la famille entière décide, comme des milliers d'autres, de prendre le chemin de l'exode. Les troupes allemandes progressent, la famille décide de tenter de rallier, à pied, la France. Ils restent bloqués trois jours à la frontière et parviennent enfin à Hazebrouck. Georges et little Elsie vont acheter du pain dans une boulangerie à proximité de la gare. Celle-ci est bombardée détruisant la boulangerie, ils s'en sortent indemnes. Nouveau départ vers Saint-Omer pour tenter de rallier Calais et, de là, rejoindre l'Angleterre. Ceci s'avère rapidement être impossible, la seule issue, rentrer à Bruxelles.

#### Le réseau Comète

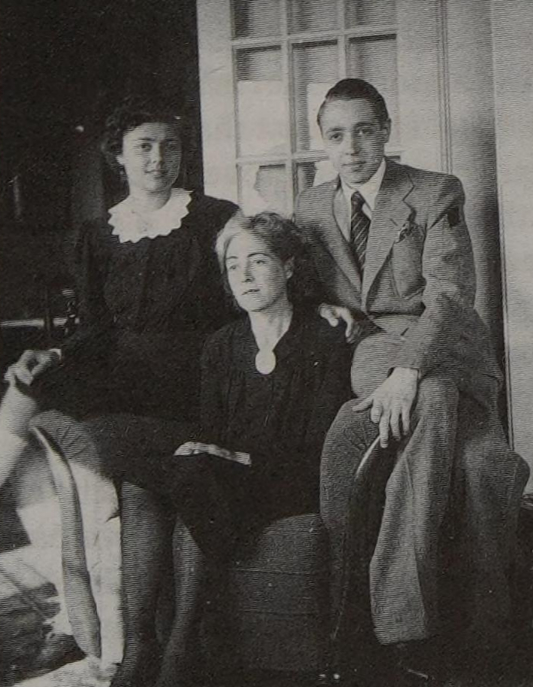
Elsie, young Elsie et Robert en 1945 à Bruxelles.

La vie en Belgique sous l'occupation est rythmée par les fréquentes alertes, le rationnement qui nécessite de faire la file durant des heures, le marché noir et ses prix prohibitifs. Georges travaille toujours en Flandre et dispose de laisser-passer pour ce faire. Georges est pour cette raison recruté par le réseau Luc qui collecte des informations sur les Allemands pour les transmettre à Londres,.
En mars 1941, young Elsie, alors âgée de 16 ans, entend une conversation chez ses grands-parents Maréchal. Une tante est à la recherche d'une cachette pour héberger un pilote allié. Elle demande à young Elsie si elle pense que ses parents accepteraient. Enthousiaste, young Elsie demande aussitôt à sa maman s'ils accepteraient. La réponse ne se fait pas attendre. Le soir, les deux Elsie's en parlent à Georges qui s'enthousiasme à son tour. Le 162 de l'avenue Voltaire deviendra une safe house de la Cometline. Un premier aviateur est hébergé, son nom de code est "Melbourne" il s'agit d'un membre d'un équipage de bombardier Halifax.
Plusieurs semaines s'écoulent, quand, un jour, un prêtre habillé en civil vient sonner chez les Maréchal. Il doit faire évacuer un pilote anglais. Il explique être pourchassé par la Gestapo et que s'il n'était pas en mesure d'amener le pilote chez les Maréchal, ce serait une jeune fille qui assurerait la mission. C'est ainsi qu'Elsie rencontre pour la première fois la jeune Andrée De Jongh, Dédée, que le couple appellera affectueusement entre eux, le colonel, la fille de Frédéric De Jongh. Le couple Maréchal prend ainsi en charge un pilote belgo-polonais qui, trépané, souffre d'amnésie. Ensuite, ce sont deux soldats français échappés d'un camp nazi, Henri Bridier du sud de la France et Charles Morelle de Valenciennes. Ce dernier, séduit par l'initiative rejoindra par la suite le réseau Comète pour en devenir un agent à part entière ainsi que sa sœur, Elvire Morelle. Ils organiseront des évacuations à partir de septembre 1941. Les deux Français sont conduits un matin par Georges à la gare du Midi et sont remis à Arnold Deppé, qui les prend à son tour en charge pour la poursuite de son périple qui doit jeter les bases de la Ligne DD qui deviendra la « Ligne Comète ».
Par la suite, il s'agissait de faire évacuer un Belge de l'Intelligence Service, Pierre Courtois, qui arriva chez les Maréchal à minuit et devait repartir en avion le lendemain. Avion qui ne devait jamais arriver. Le candidat à l'évacuation restera caché chez les Maréchal 7 mois. Il avait été trahi par Prosper Dezitter, un agent double infiltré. Il tente finalement de fuir par ses propres moyens, il est arrêté en Espagne et meurt de la diphtérie au camp de Miranda de Ebro.
Arnold Deppé avait trouvé une safe house à Anglet et établi le contact avec des passeurs basques dont Florentino Goikoetxea pour franchir les Pyrénées. En août 1941, Dédée prend en charge un aviateur écossais et deux officiers belges, l'autre partie, six officiers belges, est confiée à Arnold Deppé. Ils seront arrêtés à Lille. Arnold Deppé connaitra trois camps de concentration, il ne parlera jamais et il survécut à la guerre. Dédée est contrainte de se cacher en France, elle suit la filière jusqu'au bout et rejoint, San Sebastián puis le consulat britannique à Bilbao d'où elle peut entrer en contact avec le MI9 : la Cometline est désormais officiellement reconnue. Elle conclut les derniers accords pour finaliser la filière jusqu'à Gibraltar pour échapper ainsi à la police de Franco. Charles Morelle prend la suite d'Arnold Deppé. Malgré de nombreuses arrestations et le fait que le réseau ait été infiltré par des taupes à plusieurs reprises, la filière reste effective jusqu'à l'avant-veille du débarquement de Normandie. À partir de cette date, les safe houses deviendront des cachettes à part entière et leurs tenanciers et hébergés attendront prudemment que l'avancée alliée vienne les libérer.
Madame Hassé, une collègue de Georges du réseau Luc qui travaillait également pour le réseau Comète vient trouver Elsie pour l'informer d'un nouvel arrivant et que d'autres instructions suivront. Quelques jours plus tard un agent se présente effectivement. Il s'avère par la suite que cet agent, Victor Demets, est un agent infiltré. Des dispositions sont prises, il reviendra bien par deux fois à la charge mais Elsie ne sera pas inquiétée davantage.
Le 13 juillet 1942, young Elsie termine ses études et envisage de s'inscrire à l'Institut Edith Cavell pour devenir infirmière. Jean Greindl la sollicite pour travailler pour le réseau durant les deux mois d'été. Avec l'accord de ses parents, elle accepte. Par la suite Elsie et Georges accepte qu'elle postpose d'une année ses études pour poursuivre son action au côté de Jean Greindl. Young Elsie est formée par Peggy Van Lier, la plus proche collaboratrice de Jean Greindl.
young Elsie est chargée de récupérer les aviateurs et de leur poser des questions pour débusquer les éventuelles taupes (grade, matricule, quelle type d'avion, combien de membres d'équipage, et des questions à propos de la RAF que seuls ses membres peuvent connaitre).

#### Le 18 novembre 1942

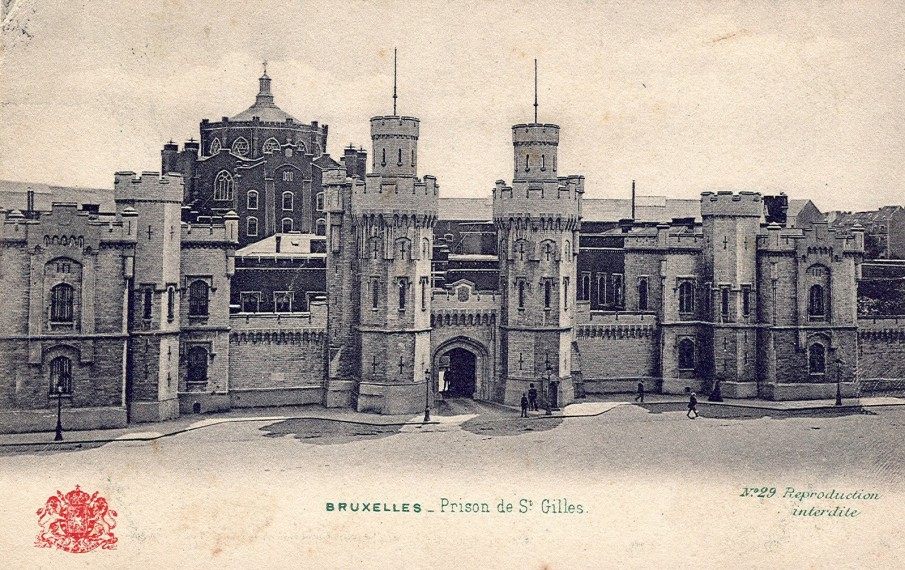
La prison de Saint-Gilles où étaient incarcérés les membres bruxellois du Réseau Comète.

Ne respectant pas la procédure habituelle, Elsie est informée par une lettre déposée directement dans la boîte aux lettres de leur domicile le matin même qu'un guide se présentera chez eux avec deux aviateurs américains. La procédure standard aurait voulu que la famille soit informée deux à trois jours auparavant via le commerce de Madame Deceuninck et que les aviateurs soient amenés au point de rendez-vous habituel. Effectivement, un guide du namurois, Albert Marchal, qu'Elsie avait déjà croisé, sonne à la porte accompagné de deux personnes. Le guide repart aussitôt. Elsie est méfiante et sa fille également. Robert est également présent mais il doit repartir pour l'école et young Elsie doit aller à la cantine de Jean Greindl pour 14 heures. Elsie les interroge, d'où êtes vous originaires ? « Jersey city » répond l'un d'eux. Elsie détecte une pointe d'accent étranger dans la façon de prononcer Jersey. Young Elsie questionne à son tour : Quel type d'avion ? « un Halifax » (étrange, c'est un avion britannique et cela fait maintenant plusieurs mois que les américains volent sur leurs propres avions) ; Combien de membres d'équipage ? « Quatre » (étrange, il y a sept hommes à bord d'un Halifax). Mais c'est la première fois qu'elles sont confrontées à de supposés américains. Young Elsie doit prendre congé, Robert est reparti pour l'école. Elsie se retrouve seule avec les deux hommes. On sonne à nouveau et, tandis qu'un des supposés pilotes va ouvrir, le second saisit par l'arrière les bras d'Elsie, le troisième homme, à peine rentré, la menace aussitôt de son pistolet : « Madame, The game is up! ». Elsie est aussitôt interrogée par les trois hommes,,,.

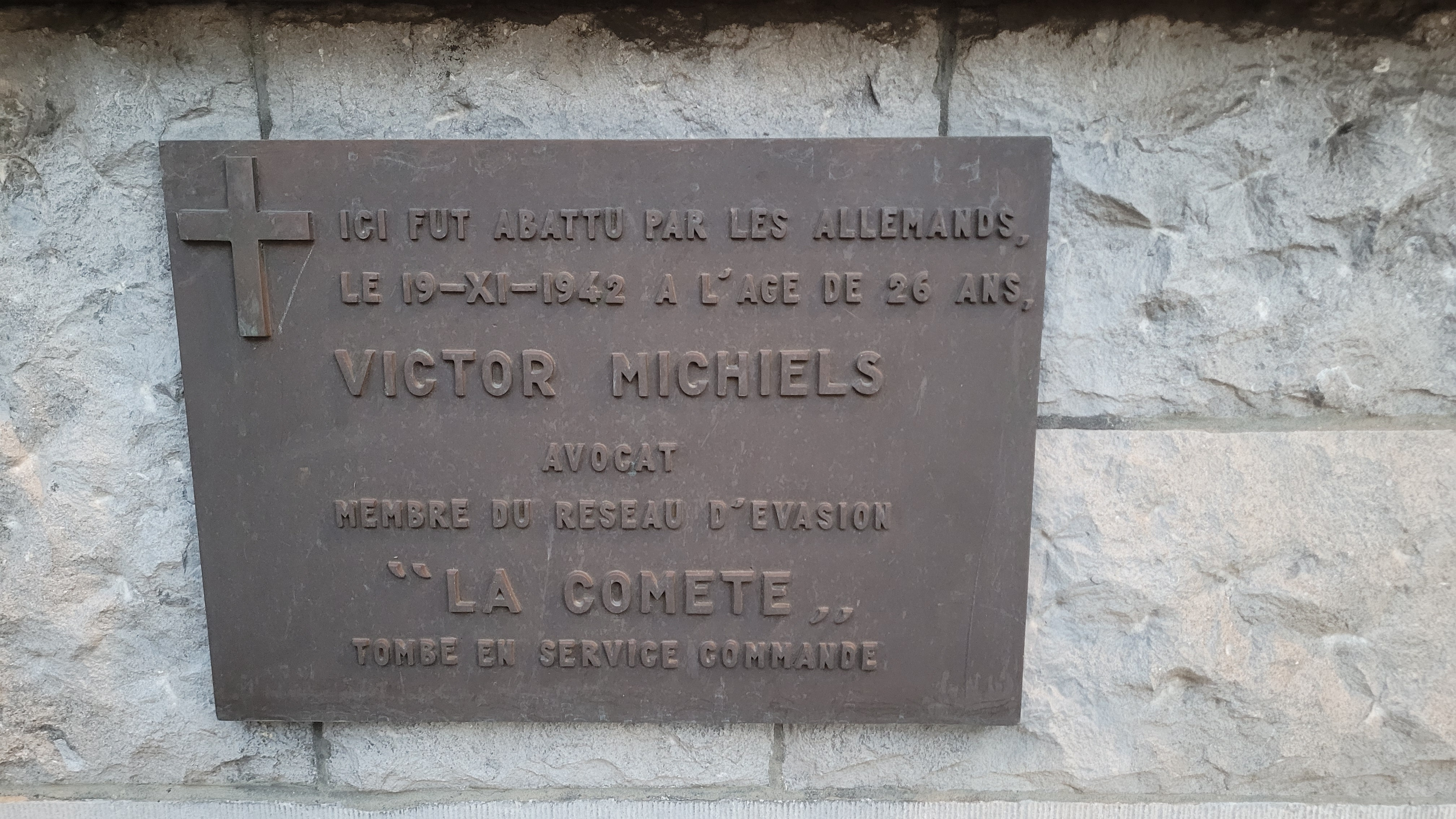
Plaque commémorative, à l'angle de l'Avenue Voltaire et de l'Avenue Ernest Renan, à l'emplacement où fut abattu Victor Michiels.

Lorsque young Elsie rentre à la maison, ce ne sont pas moins de 8 agents de la GFP qui l'attendent. On lui pointe un pistolet sur le ventre. Ils lui interdisent l'accès à la cuisine parce que — disent-ils — ils ont du y abattre sa mère. Robert rentrant de l'école et Georges de son travail connaissent le même accueil. Tous sont arrêtés,.
young Elsie tente de les flouer en leur inventant qu'elle a rendez-vous avec son chef à 17 heures. Les policiers allemands l'y conduise. Elle tente de prendre la tangente mais est à nouveau arrêtée et emmenée rue Traversière au siège de la GFP pour interrogatoire. Elle est rejointe par son père et les deux sont emmenés à la Prison de Saint-Gilles pour y être incarcérés.
Le soir même, Jean Greindl envoie Victor Michiels, un jeune avocat de 26 ans, au domicile des Maréchal. Il fait nuit, il attend une demi-heure derrière un arbre. Tout parait calme, il décide de sonner. Il est aussitôt interpelé par la GFP embusquée sur place. Il s'enfuit en courant et est abattu en rue. Le lendemain, folle d'inquiétude, Peggy Van Lier, amie de la sœur de Victor Michiels se rend chez elle en quête d'informations. Elle est à son tour arrêtée mais elle parvient à fournir une explication convaincante et est relâchée le soir-même à 20 heures,,.
Tandis qu'elle était interrogée, Peggy Van Lier voit arriver au Quartier-général de la Luftwaffe à Bruxelles Elvire Morelle qui remontait de Paris pour prendre en charge les aviateurs à Bruxelles et qui n'avait pu être prévenue à temps de l'infiltration du réseau. Elle est également arrêtée par la GFP Luftwaffe au domicile des Maréchal, Avenue Voltaire,.
Ce même jour, le guide de Namur qui avait conduit les deux pseudo-pilotes américains, Albert Marchal, est arrêté. Il connaitra le même sort que Georges et sera fusillé au Tir national, le 20 octobre 1943.

#### Interrogatoires et jugement

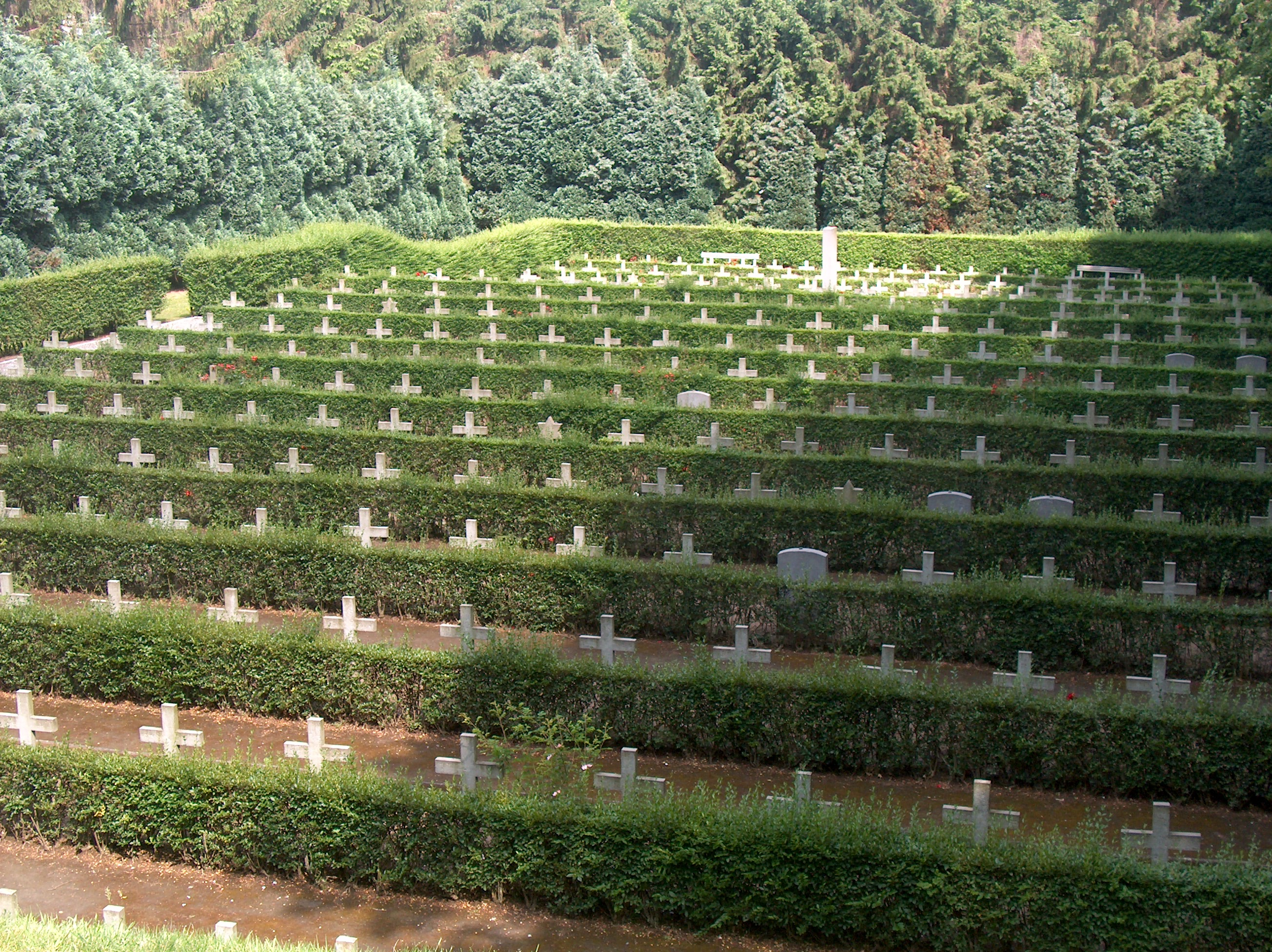
L'enclos des fusillés au Tir national où Georges Maréchal est exécuté le 20 octobre 1943.

Georges est séparé de sa femme et de ses enfants et est transféré à la Prison de Saint-Gilles. La GFP ignorait tout de son activité de renseignement et, pour ce qui concerne la filière d'évasion, les policiers allemands parvinrent assez rapidement à la conclusion que Georges n'était pas informé des activités menées par sa femme et sa fille. Il le tinrent cependant responsable de cela en sa qualité de chef de famille devant répondre du comportement des membres de son foyer.
En attendant le procès, Elsie, sa fille et Madame Deceuninck sont sorties de leur isolement et placées dans la même cellule. Le 15 avril 1943 se déroule une parodie de jugement. Elles rejoignent Georges dans le box des accusés face à un tribunal militaire de la Luftwaffe. Un avocat allemand, qu'aucun d'eux n'a pu rencontrer auparavant, leur est assigné. Sa plaidoirie dure moins de 5 minutes, sans conviction, il plaide l'acquittement par défaut de preuves suffisantes. Le procès est mené au pas de charge et en moins de deux heures, les 4 prévenus reçoivent lecture de leur sentence, ils sont tous les quatre condamnés à mort avec toutefois la possibilité d'introduire un recours en grâce. Ce qui fut fait. Les prisonniers sont ensuite reconduits à la prison de Saint-Gilles.
Berlin est sévèrement bombardée par les alliés. Hermann Göring, furieux, décide de surseoir à toute signature de recours en grâce. Le 20 octobre 1943, Georges et dix autres détenus, sont conduits au Tir national et y sont exécutés,.
Le 31 décembre 1943, le matricule d'Elsie, de sa fille et de Nelly Deceuninck sont appelés pour la déportation. Elles connaitront de nombreux camps mais seront finalement libérée en avril 1945.

## Reconnaissances
- Chevalier de l'Ordre de Léopold II (1930).
- Une Stolpersteine est inaugurée devant son domicile en 2018.